# 伊斯梅爾·賈尼
伊斯梅爾·賈尼（波斯語：اسماعیل قاآنی，拉丁化：Esmaeil Qa'ani，1957年8月8日—）是伊朗伊斯兰革命卫队的將領，自2020年1月3日起被最高领袖阿里·哈梅內伊任命为聖城軍的指揮官。他接替在同一日被美军在巴格达机场空袭死亡的指揮官卡西姆·蘇萊曼尼。